# William Roldán
William Roldán, född 23 maj 1973, är en friidrottare från Colombia. Han deltog vid olympiska sommarspelen 1996.